# Повністю зрізаний 5-стільник
В чотиривимірній геометрії повністю зрізаний 5-стільник[джерело?] — це однорідний чотиривимірний політоп, що складається з 5 правильних тетраедричних і 5 правильних октаедричних граней. Він має 30 трикутних граней (плоских), 30 ребер і 10 вершин. Вершинна фігура — трикутна призма.
Це один з трьох напівправильних чотиривимірних політопів, складених з правильних багатогранників (Платонових тіл).
Цей багатостільник є вершинною фігурою 5-напівкуба і реберною фігурою однорідного 221 політопа.

## Галерея
Діаграма Шлегеля (показано 5 комірок-тетраедрів).
| Стереографічна проєкція (центроване за октаедру) | Центрована за тетраедром центральна проєкція |